# Robert Goulet
Robert Gerard Goulet (Lawrence, 26 de novembro de 1933 — Los Angeles, 30 de outubro de 2007) foi um ator e cantor estadunidense que trabalhou no teatro, rádio, televisão e cinema, laureado com o Grammy e com o Tony Award.

## Filmografia
- Gay Purr-ee (1962) (voz)
- Honeymoon Hotel (1964)
- I'd Rather Be Rich (1964)

- The Daydreamer (1966) (voz)
- I Deal in Danger (1966)
- Underground (1970)
- Atlantic City (1980)
- Beetlejuice (1988)
- Scrooged (1988) (cameo)

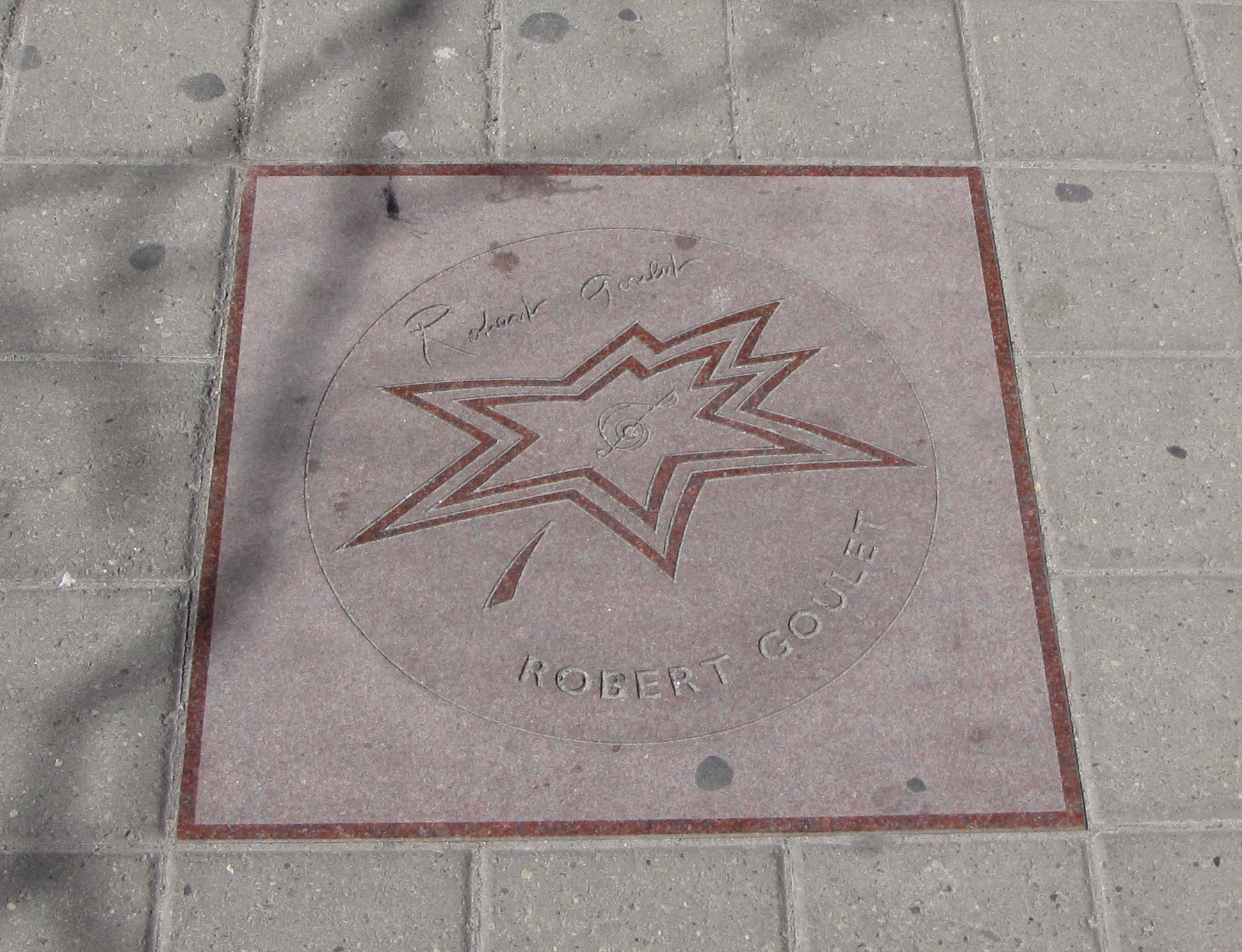
Estrela de Robert Goulet na Calçada da fama do Canadá.

- The Naked Gun 2½: The Smell of Fear (1991)
- Mr. Wrong (1996)
- Boy Meets World
- Toy Story 2 (1999) (voz)
- The Last Producer (2000)
- Two Guys and a Girl (2000)
- G-Men from Hell (2000)
- Recess: School's Out (2001) (voz)
- Broadway: The Golden Age, by the Legends Who Were There (2003) (documentário)
- Las Vegas (2005) (cameo)
- The King of Queens (2006)